# Greater Noida
Greater Noida (Hindi: ग्रेटर नोएडा (Greṭar Noeḍā)) è ubicata nel Distretto di Gautam Buddha Nagar nello stato indiano dell'Uttar Pradesh. Ê sotto la supervisione del National Capital Region dell'India. Si trova a circa 40 km a sud-est di Nuova Delhi ed a 20 a sud-est di Noida, uno dei più grandi centri industriali in Asia.
Lo sviluppo della Greater Noida è gestito dalla Greater Noida Industrial Development Authority . Greater Noida è la regione a più elevata crescita, ed è in predicato di divenire uno dei nodi industriali e universitari più importanti dell'India.
Essa è sede di molte aziende indiane e multinazionali, fra le quali si citano:
- Alstom
- Wipro Technologies
- LG Electronics
- Moser Baer
- Samsung Electronics
- STMicroelectronics

Ospita il Buddh International Circuit, progettato dall'architetto Hermann Tilke, sede del Gran Premio d'India di Formula 1 dal 2011 al 2013, vinte tutte dal pilota tedesco Sebastian Vettel e dalla Red Bull-Racing.